# Adolf von Deines (General, 1845)

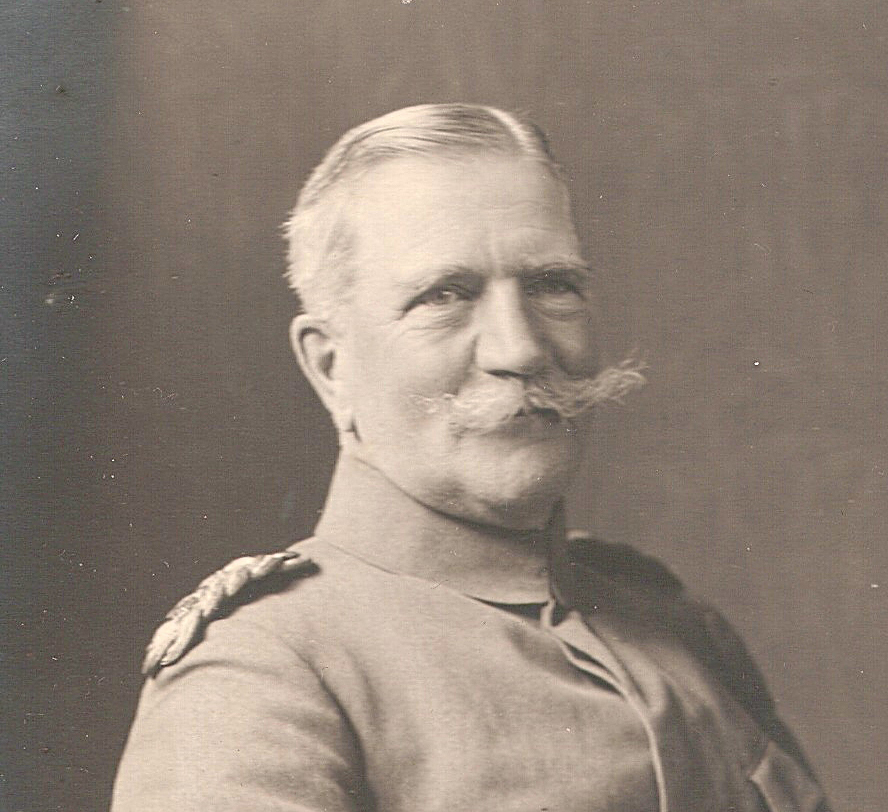
Adolf von Deines (1905)

Johann Georg Adolf Deines, ab 1849 Ritter von Deines (* 30. Mai 1845 in Hanau; † 17. November 1911 in Frankfurt am Main), war ein preußischer General der Kavallerie sowie Generaladjutant von Kaiser Wilhelm II.

## Leben
Adolf entstammte einer bereits im 16. Jahrhundert in Roßdorf bei Hanau nachgewiesenen Familie und war der Sohn von Ludwig von Deines (1818–1901) und dessen Ehefrau Emilie, geborene Pfeiffer (1816–1866). Er studierte nach dem Besuch des Gymnasiums in Weinheim an den Universitäten Göttingen, Halle und Bonn. In Bonn war er Mitglied des Corps Palatia. Am 1. Oktober 1867 trat er als Einjährig-Freiwilliger in das Husaren-Regiment Nr. 7 der Preußischen Armee ein und wurde am 6. Juli 1869 zum Sekondeleutnant der Reserve befördert. 1870 nahm er am Deutsch-Französischen Krieg teil und kämpfte bei Gravelotte, Amiens und an der Hallue. Nach der Belagerung von Metz fungierte Deines als Ordonnanzoffizier bei der 1. Armee, später bei der Südarmee und wurde zwischenzeitlich am 18. Dezember 1870 mit dem Eisernen Kreuz II. Klasse ausgezeichnet.
Nach Kriegsende erfolgte am 15. Juli 1871 seine Übernahme in das Aktivenverhältnis in seinem Stammregiment. Hier stieg er dann am 16. März 1872 zum Regimentsadjutant auf und wurde zwei Jahre später in den Großen Generalstab kommandiert. Nach der Beförderung zum Premierleutnant am 4. April 1876 aggregierte man Deines hierher. 1878 folgte die Beförderung zum Hauptmann. 1881 wurde er als Beobachter in die türkisch-griechische Grenzregion kommandiert.
In den Jahren 1885 bis 1887 bekleidete Deines die Stelle als Militärattaché an der Deutschen Gesandtschaft in Madrid, wo ihm die Pflege der militärischen Beziehungen des Deutschen Reiches zu Spanien oblag. Im Anschluss daran folgte am 8. März 1887 seine Verwendung in gleicher Position an der Deutschen Botschaft in Wien. Unter Belassung in dieser Stellung wurde Deines am 3. Oktober 1888 zum Flügeladjutanten des neuen Kaisers Wilhelm II. ernannt, eine Stellung, die ihm fortan das Recht zum direkten Zugang zum Monarchen verschaffte (Immediatstellung).
Als politisches Instrument des Generalstabschefs Alfred von Waldersee beteiligte Deines sich in den Jahren 1887 bis 1890 an Waldersees Auseinandersetzung mit Reichskanzler Otto von Bismarck: Wie die Militärattachés in Petersburg, Paris und Rom versorgte er den Generalstabschef mit Berichten, die die damalige deutsche Außenpolitik – und somit Bismarck als ihren Urheber – in ein schlechtes Licht rückten. Waldersee legte diese Berichte beim Kronprinzen, bzw. ab 1888 dem Kaiser, vor, um diesen gegen Bismarck einzunehmen und so dessen Sturz herbeizuführen.
1890 wurde Deines zum Oberstleutnant und 1892 zum Oberst befördert. Am 23. Oktober 1894 erfolgte seine Abberufung aus Wien und unter Belassung in seiner Stellung als Flügeladjutant übernahm Deines die Aufgabe eines Obergouverneurs, d. h. des Hauptverantwortlichen für die Erziehung der Söhne des Kaisers. Als besonderen Dank für die Erziehung des Kronprinzen verlieh Wilhelm II. ihn am 6. Mai 1900 den Stern der Komture des Königlichen Hausordens von Hohenzollern, entband Deines von seiner Stellung als Obergouverneur und ernannte ihn zum Generaladjutant. Diese Stellung behielt Deines auch nach der am 16. Juni 1900 erfolgten Ernennung zum Kommandeur der 21. Division bei. Den Höhepunkt seiner militärischen Karriere erreichte Deines mit der Übernahme des Kommandos als Kommandierender General des VIII. Armee-Korps in Koblenz am 18. Oktober 1902 und der am 29. Mai 1903 vorgenommenen Beförderung zum General der Kavallerie. Wegen zunehmender Schwerhörigkeit gab Deines am 2. Oktober 1906 die Führung des Korps ab und wurde unter Belassung als Generaladjutant mit Pension zur Disposition sowie à la suite des Husaren-Regiments Nr. 7 gestellt.
Politisch stand Deines im Gegensatz zu der Gruppe um den Geheimrat Friedrich von Holstein, dem er einen übergroßen Einfluss auf den Kaiser zuschrieb, sowie zu Kanzler Leo von Caprivi, dessen Eintreten für den Freihandel und mangelnde Unterstützung für die Großagrarier er kritisierte.
Deines heiratete am 12. Juli 1898 Katharina Helene Margarete Elsa Freiin von Falkenhausen (* 27. Juli 1872; † 8. Januar 1949), eine Tochter des Generaloberst Ludwig Freiherr von Falkenhausen und dessen erster Ehefrau Helene von Waldow und Reitzenstein (1847–1886).
Er verstarb in Frankfurt am Main an den Folgen einer Darmoperation und ist auf dem Hauptfriedhof Hanau beerdigt.
Sein Grabdenkmal ist ein Kulturdenkmal nach dem Hessischen Denkmalschutzgesetz. Sein Nachlass lagert heute im Bundesarchiv-Militärarchiv (BArch-MA) in Freiburg im Breisgau.